# Tēvzemei un Brīvībai/LNNK
Tēvzemei un Brīvībai/LNNK (deutsch Für Vaterland und Freiheit/LNNK) war von 1997 bis 2011 eine nationalistische politische Partei in Lettland. Nachdem die Partei bereits bei den Parlamentswahlen 2010 in einem Wahlbündnis mit „Visu Latvijai“ angetreten war, wurden beide Parteien am 23. Juli 2011 formell zur Partei Nacionālā apvienība „Visu Latvijai!“ – „Tēvzemei un Brīvībai/LNNK“ (deutsch Nationale Vereinigung „Alles für Lettland“ – „Für Vaterland und Freiheit“ / Lettische Nationale Unabhängigkeitsbewegung) vereinigt.

## Der Name
Tēvzemei un Brīvībai ist Lettlands Leitspruch, vergleichbar mit Einigkeit und Recht und Freiheit in Deutschland, und findet sich beispielsweise als Inschrift am Sockel des Freiheitsdenkmals in Riga.

## Geschichte
Die Wurzeln der Partei finden sich in der lettischen Unabhängigkeitsbewegung der späten 1980er Jahre, besonders in den radikaleren Teilen der Bewegung, die eine vollständige Wiederherstellung der lettischen Unabhängigkeit forderten und auf der Kontinuität der Republik Lettland beharrten, die sie durch die sowjetische Okkupation von 1940 als lediglich unterbrochen betrachteten.
Die Partei wurde 1993 unter dem Namen Tēvzemei un Brīvībai gegründet. 1997 vereinigte sie sich mit der LNNK (Lettische Nationale Unabhängigkeitsbewegung) und nahm den heutigen Namen an.
In den 1990er Jahren kämpfte Tēvzemei un Brīvībai für die Durchsetzung strenger Sprach- und Staatsbürgerschaftsgesetze. Die Partei war treibende Kraft zweier Versuche, über Volksabstimmungen die lettischen Staatsbürgerschaftsgesetze zu verschärfen. 1994 erreichte das Begehren nicht die nötige Unterschriftenzahl; 1998 wurde es mit einer relativ knappen Mehrheit (45 % dafür, 52 % dagegen) abgelehnt. Am Ende der 1990er wandte sich die Partei vermehrt wirtschaftlichen Themen zu, nachdem die anderen Themen größtenteils abgehandelt waren.

## Wahlergebnisse
Tēvzemei un Brīvībai war im lettischen Parlament Saeima seit 1993 regelmäßig vertreten, mit allerdings nachlassendem Erfolg: So erreichten in den Wahlen
- 1993: Tēvzemei un Brīvībai – 6, LNNK – 15 Sitze,
- 1995: Tēvzemei un Brīvībai – 14, LNNK – 7 Sitze,
- 1998: Tēvzemei un Brīvībai/LNNK – 17 Sitze (14,7 % der Stimmen),
- 2002: Tēvzemei un Brīvībai/LNNK – 7 Sitze (5,4 % der Stimmen),
- 2006: Tēvzemei un Brīvībai/LNNK – 8 Sitze (6,9 % der Stimmen).
- 2010: Tēvzemei un Brīvībai/LNNK – 2 Sitze (zusammen mit „Visu Latvijai“ 8 Sitze – 7,67 %)

Tēvzemei un Brīvībai war von Dezember 1995 bis Februar 2004 und seit Dezember 2006 Teil einer Regierungskoalition. Guntars Krasts war von 1997 bis 1998 lettischer Ministerpräsident, Parteivorsitzender ist Jānis Straume.
Tēvzemei un Brīvībai ist Mitglied der Fraktion Europäische Konservative und Reformisten (ECR) im Europäischen Parlament und gehört der Europapartei AECR an. Im Wahlkampf zur Europawahl 2004 zeigte sich die Partei als Bewahrerin der nationalen lettischen Interessen und Gegnerin eines föderalen Europa. Das brachte ihr 29 % der Stimmen und vier von neun lettischen Sitzen ein. Bei der Europawahl in Lettland 2009 kam sie hingegen nur noch auf einen der acht lettischen Sitze.